# 新格拉纳达联合省
新格拉纳达联合省（西班牙語：Provincias Unidas de la Nueva Granada）是1811年至1816年期间存在于南美洲的一个国家，这段时期在哥伦比亚历史上被称为“愚蠢祖国”（Patria Boba）。该国由新格拉纳达总督辖区的部分省份组成，大致对应于今哥伦比亚的中北部地区。新格拉纳达联合省采取了联邦制的政府形式，并采用了议会制，其中立法机关拥有更大的权力，而行政机关则相对较弱。1816年，该国被西班牙帝国重新征服，结束了其短暂的独立历史。

## 历史

### 背景
1810年，受到拿破仑战争和西班牙内部政治动荡的影响，新格拉纳达的省份开始寻求自治。同年，各省成立了自治的邦联，以取代殖民政府的统治。然而，这些省份在如何组建新政府的问题上存在分歧，导致了政治上的不稳定。

### 成立与发展
1811年11月27日，新格拉纳达第一次国会在通哈召开。安蒂奥基亚省、卡塔赫纳省、内瓦省、潘普洛纳省和通哈省的代表签署了《新格拉纳达联合省联邦条约》，正式成立了新格拉纳达联合省。该联邦旨在尊重和承认各省的自治和主权，定义它们为平等和独立的实体，在行政管理和税收方面享有自主权，同时将军事防御和外交事务交由联邦政府处理。
然而，昆迪纳马卡省（首都为波哥大）拒绝加入联邦，成立了昆迪纳马卡自由和独立国，实行中央集权的政策。以安东尼奥·纳里尼奥为首的中央集权派主张建立强有力的中央政府，而联邦派则由卡米洛·托雷斯·特诺里奥领导。这种政治分歧导致了两个政权之间的紧张关系。

### 内部冲突
联邦派和中央集权派的矛盾逐渐激化。1812年10月4日，联邦政府在比亚维森西奥召开了第二次国会，但未能解决与昆迪纳马卡的分歧。1812年12月2日，双方爆发了武装冲突，标志着内战的开始。纳里尼奥率领的中央集权军队在初期取得了一些胜利，但最终于1813年1月9日在圣维克多利诺之战中被击败。
1813年5月30日，双方达成了和平协议，同意联合对抗共同的敌人——西班牙殖民者。纳里尼奥被任命为南方军队的总司令，负责抵御来自南方的皇家军队。然而，他在与西班牙军队的战斗中被俘虏，送往西班牙囚禁。

### 西班牙的重新征服
与此同时，西蒙·玻利瓦尔在委内瑞拉的独立战争中失败后，于1815年返回新格拉纳达。他希望联合各省力量重新解放委内瑞拉，但由于内部政治分歧和资源不足，他的计划未能实现。1815年8月26日，西班牙派遣的巴勃罗·莫里略将军率领的远征军抵达新格拉纳达，开始了对殖民地的重新征服。
在强大的西班牙军队面前，新格拉纳达联合省的抵抗逐渐瓦解。1816年5月6日，莫里略攻占了波哥大，标志着新格拉纳达联合省的终结。大量独立运动的领导人被处决或流放，这一时期被称为“恐怖统治”（Régimen del Terror）。

## 行政区划
新格拉纳达联合省由多个自治省份组成，每个省份都保留了一定程度的自治权。以下是组成联合省的主要省份：
| 省份         | 首府           | 加入日期       |
| ------------ | -------------- | -------------- |
| 安蒂奥基亚省 | 安蒂奥基亚圣菲 | 1811年         |
| 卡塔赫纳省   | 卡塔赫纳       | 1811年         |
| 卡萨纳雷省   | 波雷           | 1813年         |
| 乔科省       | 基多           | 1813年         |
| 昆迪纳马卡省 | 波哥大         | 1814年（并入） |
| 马里基塔省   | 马里基塔       | 1814年         |
| 内瓦省       | 内瓦           | 1811年         |
| 潘普洛纳省   | 潘普洛纳       | 1811年         |
| 波帕扬省     | 波帕扬         | 1814年         |
| 索科罗省     | 索科罗         | 1812年         |
| 通哈省       | 通哈           | 1811年         |
| 考卡山谷省   | 卡利           | 1811年         |

## 首都迁移
由于战争和政治局势的不稳定，新格拉纳达联合省的首都多次迁移：
- 1811年11月27日－1812年10月3日：伊瓦格
- 1812年10月4日－1812年11月26日：维拉德莱瓦
- 1812年11月26日－1815年1月22日：通哈
- 1815年1月23日－1816年5月6日：波哥大